# Ми йдем вперед
Ми йдем вперед — українська
стрілецька та повстанська пісня. Автором пісні є Лев Лепкий, він також є рідним братом письменника Богдана Лепкого.
Пісня «Ми йдем вперед» була широко відомою протягом 20 століття, але найбільшої популярності отримала після запису її Тарасом Чубаєм і Андрієм Кузьменком в рамках проєкту «Наші партизани», відтоді пісня широко застосовується для оспівування українських визвольних змагань 1917—1920х років і повстанської боротьби 1940—1950х років.
Автором пісні «Ми йдемо вперед» (слів та музики) є Лев Лепкий, що є рідним братом письменника Богдана Лепкого. Він створив пісню у час служби в лавах легіону
Українських січових стрільців. Окрім власної участі у боях, Лев Лепкий також працював у відділі пропаганди Українських січових стрільців, створюючи агітацію для поширення інформації про діяльність січовиків. Саме тоді і була створена пісня «Ми йдем вперед», як пісня що оспівує справи і дух січовиків.
У період між війнами, Лепкий був видавцем в Польщі. Після початку Другої світової війни, переїхав в Краків, а потім до США. Парадокс, але пісня так званого «українського буржуазного націоналіста» Лева Лепкого, під назвою «Ой видно село» була доволі популярною на Українському радіо у часи пізнього СРСР. Тільки, хоча, згадки про
січових стрільців були замінені, на рядки що оспівували «червоне військо»
.

## Текст
Ми йдем вперед, над нами вітер віє, І рідні нам вклоняються жита.
Від радости аж серце мліє. |
За волю смерть нам не страшна!

Ми йдем вперед, над нами сонце сяє.
Гармати б'ють, здригається земля.
І гордість грудь аж розпирає.
За волю смерть нам не страшна!

Ми йдем вперед, здалека чути гуки.
Гармати б'ють, і крові всюди вщерть.
Не буде більш терпінь, ні муки!
Вперед! — Там воля або смерть!

Дзвенять шаблі, як ясне сонце, сяють, Гримлять пісні, аж земленька свята
Дрожить під нами дорогая.
За волю смерть нам не страшна!

Ми йдем вперед, над нами вітер віє, І рідні нам вклоняються жита.
Від радости аж серце мліє.
За волю смерть нам не страшна!